# Сети се моје песме
Сети се моје песме је први и једини албум српске хард рок групе Апартман 69 издат 1983. године. Након изласка албума, група се распала услед мањка популарности и експанзије новог таласа у Југославији. 1996. године гитариста Зоран Здравковић оснива групу Краљевски апартман који никада није изводио песме групе Апартман 69. Овај албум никада није издат на компакт-диску.